# Deuteronomos saturata
Deuteronomos saturata är en fjärilsart som beskrevs av Leo Schwingenschuss 1953. Deuteronomos saturata ingår i släktet Deuteronomos och familjen mätare. Inga underarter finns listade i Catalogue of Life.